# The Chronological Classics: Fletcher Henderson and His Orchestra 1937-1938
| Recensione | Giudizio |
| ---------- | -------- |
| AllMusic   | [ 1 ]    |

The Chronological Classics: Fletcher Henderson and His Orchestra 1937-1938 è una Compilation del caporchestra jazz statunitense Fletcher Henderson, pubblicato dall'etichetta discografica francese Classics Records nel 1990.

## Tracce
1. It's Wearin' Me Down – 2:50 (Jay Cee Johnson, Fletcher Henderson) – Registrato il 2 marzo 1937 a New York
2. Slumming on Park Avenue – 2:27 (Irving Berlin) – Registrato il 2 marzo 1937 a New York
3. Rhythm of the Tambourine – 2:38 (Autore sconosciuto) – Registrato il 2 marzo 1937 a New York
4. Stampede – 3:04 (Fletcher Henderson) – Registrato il 22 marzo 1937 a New York
5. Back in Your Own Backyard – 2:31 (Al Jolson, Billy Rose, Dave Dreyer) – Registrato il 22 marzo 1937 a New York
6. Rose Room (In Sunny Roseland) – 2:57 (Harry Williams, Art Hickman) – Registrato il 22 marzo 1937 a New York
7. Great Caesar's Ghost – 2:19 (Dick Vance) – Registrato il 22 marzo 1937 a New York
8. If You Ever Should Leave – 3:00 (Sammy Cahn, Saul Chaplin) – Registrato il 30 giugno 1937 a Chicago (Illinois)
9. Posin' – 2:45 (Sammy Cahn, Saul Chaplin) – Registrato il 30 giugno 1937 a Chicago (Illinois)
10. All God's Chillun Got Rhythm – 2:40 (Gus Kahn, Walter Jurmann, Bronislaw Kaper) – Registrato il 30 giugno 1937 a Chicago (Illinois)
11. Chris and His Gang – 3:01 (Fletcher Henderson, Horace Henderson) – Registrato il 30 giugno 1937 a Chicago (Illinois)
12. Let 'Er Go – 2:24 (Larry Clinton, Julian Kay) – Registrato il 22 settembre 1937 a New York
13. Worried Over You – 3:12 (Ed Nelson, Fred Rose, Steve Nelson) – Registrato il 22 settembre 1937 a New York
14. What's Your Story (What's Your Jive) – 2:35 (Jay Cee Johnson, Fletcher Henderson) – Registrato il 22 settembre 1937 a New York
15. Trees – 3:01 (Joyce Kilmer, Oscar Rasbach) – Registrato il 22 settembre 1937 a New York
16. If It's the Last Thing I Do – 2:45 (Sammy Cahn, Saul Chaplin) – Registrato il 25 ottobre 1937 a New York
17. Sing Your Sinners – 2:41 (Sam Coslow, Franke Harling) – Registrato il 25 ottobre 1937 a New York
18. You're in Love with Love – 3:04 (Kuhn, Mark McGrain) – Registrato il 25 ottobre 1937 a New York
19. Stealin' Apples – 3:01 (Fats Waller, Andy Razaf) – Registrato il 25 ottobre 1937 a New York
20. Don't Let the Rhythm Go to Your Head (Let the Rhythm Go to Your Feet) – 2:27 (Sammy Cahn, Saul Chaplin) – Registrato il 27 maggio 1938 a Chicago (Illinois)
21. (I've Been) Saving Myself for You – 2:50 (Sammy Cahn, Saul Chaplin) – Registrato il 27 maggio 1938 a Chicago (Illinois)
22. There's Rain in My Eyes – 2:36 (Milton Ager, Joe McCarthy, Jean Schwartz) – Registrato il 27 maggio 1938 a Chicago (Illinois)
23. What Do You Hear from the Mob in Scotland? – 2:56 (Sammy Cahn, Saul Chaplin) – Registrato il 28 maggio 1938 a Chicago (Illinois)
24. It's the Little Things That Count – 2:36 (Haven Gillespie, Seymour Simons) – Registrato il 28 maggio 1938 a Chicago (Illinois)
25. Moten Stomp – 2:44 (Bennie Moten) – Registrato il 28 maggio 1938 a Chicago (Illinois)

## Musicisti
It's Wearin' Me Down / Slumming on Park Avenue / Rhythm of the Tambourine

(Fletcher Henderson and His Orchestra)
- Fletcher Henderson - pianoforte, direttore orchestra
- Fletcher Henderson - arrangiamento (brano: It's Wearin' Me Down)
- Dick Vance - tromba
- Russell Smith - tromba
- Emmett Berry - tromba
- George Washington - trombone
- Ed Cuffee - trombone
- J.C. Higginbotham - trombone
- Jerry Blake - clarinetto, sassofono alto
- Jerry Blake - voce, arrangiamento (brano: Slumming on Park Avenue)
- Hilton Jefferson - arrangiamenti
- Elmer Williams - sassofono tenore
- Chu Berry - sassofono tenore
- Lawrence Lucie - chitarra, archi
- Israel Crosby - contrabbasso
- Walter Johnson - batteria
- Dorothy Derrick - voce (brano: It's Wearin' Me Down)
- Benny Carter - arrangiamento (brano: Rhythm of the Tambourine)

Stampede / Back in Your Own Backyard / Rose Room (In Sunny Roseland) / Great Caesar's Ghost

(Fletcher Henderson and His Orchestra)
- Fletcher Henderson - pianoforte, direttore orchestra
- Fletcher Henderson - arrangiamenti (brani: Stampede, Back in Your Own Backyard e (non certo) Rose Room (In Sunny Roseland))
- Dick Vance - tromba
- Russell Smith - tromba
- Emmett Berry - tromba
- George Washington - trombone
- Ed Cuffee - trombone
- J.C. Higginbotham - trombone
- Jerry Blake - clarinetto, sassofono alto
- Hilton Jefferson - sassofono alto, clarinetto
- Elmer Williams - sassofono tenore, clarinetto
- Chu Berry - sassofono tenore, clarinetto
- Lawrence Lucie - chitarra
- Israel Crosby - contrabbasso
- Walter Johnson - batteria
- Dick Vance - arrangiamento (brano: Great Caesar's Ghost)

If You Ever Should Leave / Posin' / All God's Chillun Got Rhythm / Chris and His Gang

(Fletcher Henderson and His Orchestra)
- Fletcher Henderson - pianoforte, direttore orchestra
- Dick Vance - tromba
- Russell Smith - tromba
- Emmett Berry - tromba
- John McConnell - trombone
- Albert Wynn - trombone
- Ed Cuffee - trombone
- Jerry Blake - clarinetto, sassofono alto
- Jerry Blake - voce (brano: All God's Chillun Got Rhythm)
- Jerry Blake - arrangiamento (non certo, brano: All God's Chillun Got Rhythm)
- Hilton Jefferson - clarinetto, sassofono alto
- Elmer Williams - clarinetto, sassofono tenore
- Chu Berry - clarinetto, sassofono tenore
- Lawrence Lucie - chitarra
- Israel Crosby - contrabbasso
- Pete Suggs - batteria
- Chuck Ricahrds - voce (brani: If You Ever Should Leave e Posin)
- Horace Henderson - arrangiamenti (brani: Posin e Chris and His Gang)

Let 'Er Go / Worried Over You / What's Your Story (What's Your Jive) / Trees / If It's the Last Thing I Do / Sing Your Sinners / You're in Love with Love / Stealin' Apples

(Fletcher Henderson and His Orchestra)
- Fletcher Henderson - pianoforte, direttore orchestra
- Fletcher Henderson - arrangiamenti (brani: Trees, non certo in If It's the Last Thing I Do e Sing Your Sinners)
- Dick Vance - tromba
- Dick Vance - arrangiamenti (brani: non certo in Worried Over You e You're in Love with Love)
- Russell Smith - tromba
- Emmett Berry - tromba
- John McConnell - trombone
- Albert Wynn - trombone
- Ed Cuffee - trombone
- Jerry Blake - clarinetto, sassofono alto
- Jerry Blake - voce (brani: Let 'Er Go e What's Your Story (What's Your Jive))
- Jerry Blake - arrangiamento (non certo in What's Your Story (What's Your Jive))
- Hilton Jefferson - clarinetto, sassofono alto
- Elmer Williams - clarinetto, sassofono tenore
- Ben Webster - sassofono tenore
- Lawrence Lucie - chitarra
- Israel Crosby - contrabbasso
- Pete Suggs - batteria
- Pete Suggs - vibrafono
- Chuck Richards - voce (brani: Worried Over You, Trees, If It's the Last Thing I Do e You're in Love with Love)

Don't Let the Rhythm Go to Your Head (Let the Rhythm Go to Your Feet) / (I've Been) Saving Myself for You / There's Rain in My Eyes / What Do You Hear from the Mob in Scotland? / It's the Little Things That Count / Moten Stomp

(Fletcher Henderson and His Orchestra)
- Fletcher Henderson - pianoforte, direttore orchestra
- Fletcher Henderson - arrangiamento (brano: Moten Stomp)
- Dick Vance - tromba
- Russell Smith - tromba
- Emmett Berry - tromba
- George Hunt (o) Fred Robinson - trombone
- Albert Wynn - trombone
- Ed Cuffee - trombone
- Eddie Barefield - clarinetto, sassofono alto
- Budd Johnson - sassofono alto
- Elmer Williams - clarinetto, sassofono tenore
- Franz Jackson - sassofono tenore
- Lawrence Lucie - chitarra
- Israel Crosby - contrabbasso
- Pete Suggs - batteria
- Chuck Richards - voce (eccetto nel brano: Moten Stomp)[2]